# Imués
Imués é um município da Colômbia, localizado no departamento de Nariño.